# Centru istoric

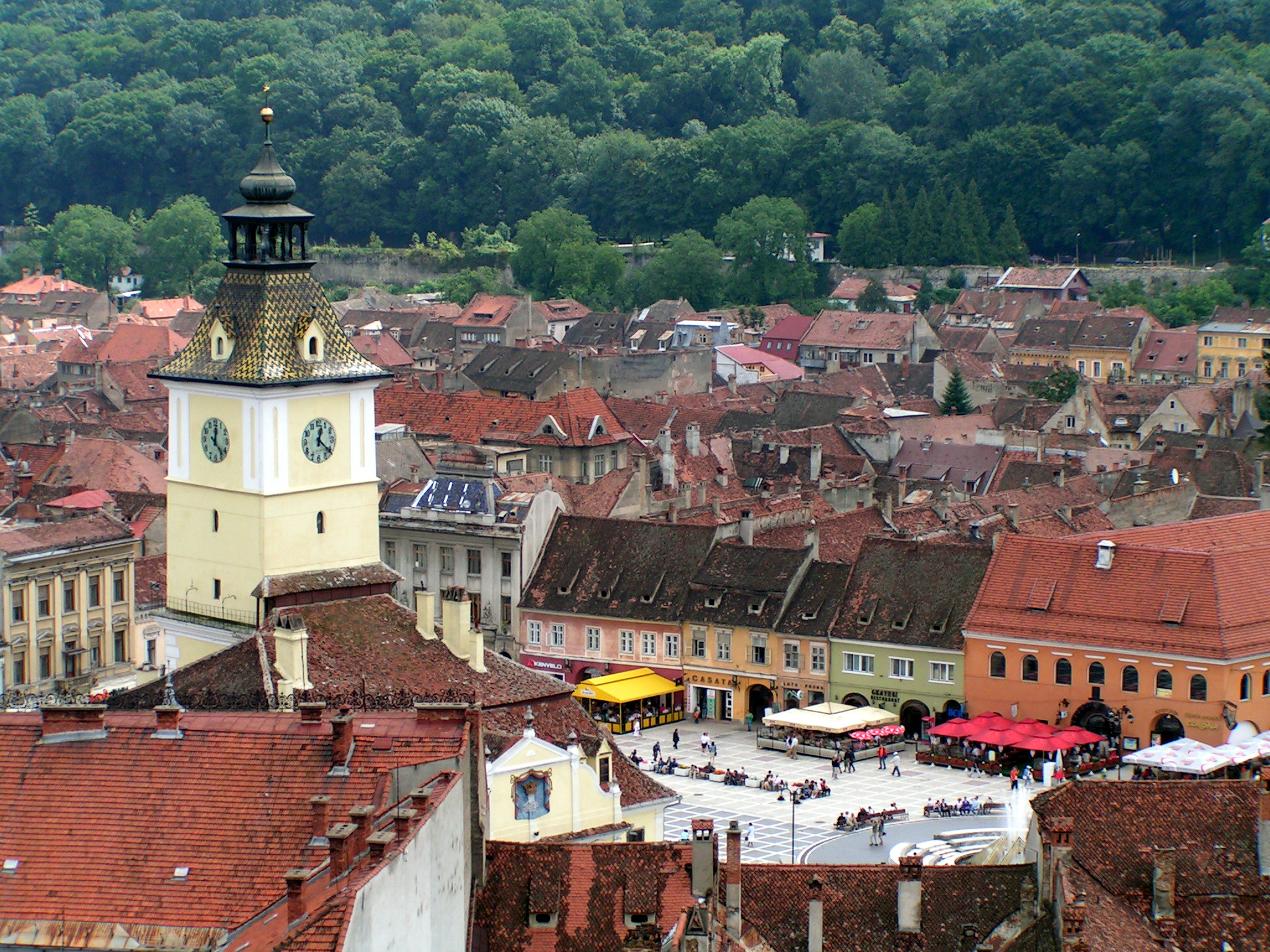
Piaţa Sfatului, Braşov, România

Centrul istoric este cea mai veche zonă urbană într-o localitate (oraș, municipiu etc.).
Conceptul de centru istoric (în italiană: Centro Storico) s-a născut în Italia, în secolul al XIX-lea, atunci când oamenii au început să se gândească la restructurarea și protejarea părți vechi a orașelor. În ultimele decenii, dezvoltarea conceptului a progresat: definiția centrului istoric s-a extins, luându-se în calcul nu numai istoricitatea spațiului vechi construit numit istoric și s-a trecut și dincolo de limitele orașelor din trecut. În acest spirit, autoritățile multor municipalități au trasat perimetrul acestor zone definindu-le ca "Zona A" de interes istoric. În Italia sunt faimoase centrele istorice ale orașelor Roma, Genova, Napoli, Veneția și Florența.

## Definiție
Definiția centrului istoric poate varia în funcție de orașe și țări. De exemplu, în orașele medievale, centrul istoric este în general înțeles ca perimetru cuprins între vechile ziduri.
Centrul istoric poate fi definit drept o serie de elemente însumate, o arie bogată de vestigii importante pentru istoria arhitecturii și urbanismului. Centrul istoric este definit astfel în diverse lucrări de specialitate: 
- „o zonă delimitată de repere naturale, arheologice, arhitecturale, care poartă implantate masivele construite ale unei așezări cu caracter istoric și transmit reciproc o seamă de caracteristici care contribuie alături de amprenta unei etape a evoluției sociale, în expresia lor stilistică arhitecturală la determinarea tipului așezării, a specificului, personalității și valorii sale”.[1]
- „centrul istoric reprezintă unitatea între componentele sale funcționale, plastice și valorice ale sale”.[2]

Dezvoltând cele trei componente ale centrului istoric identificăm componentele funcționale drept fiind fondul construit, rețeaua stradală, sistemul de spații publice plantate și neplantate, piața, târgul etc. Componentele plastice se referă la tipul de amplasare a fondului construit pe parcelă, dominantele arhitecturale și urbanistice, perspective specifice din interiorul așezării, silueta așezării percepută din exterior, raportul dintre așezare și mediul natural din proximitate.
- „centrul istoric reprezintă inima oricărui oraș, zonă ultracentrală, care în general concentrează cele mai importante valori, cea mai intensă dezvoltare a construcțiilor, cea mai mare concentrare de trafic pietonal și rutier”.[3]

Această din urmă explicație pentru sintaxa de centru istoric, pe de o parte este mult diferită de viziunea arhitectului Curinschi-Vorona, care nu generalizează ideea conform căreia centrul istoric reprezintă „inima oricărui oraș”, deoarece un centru istoric al unui oraș poate fi excentric în raport cu dezvoltarea teritorială în timp a orașului respectiv, iar exemple care vin să susțină acestă afirmație sunt destule: orașele de coastă formate pe malul unei ape, sau pe un teren cu diferențe mari de altitudine intre formele de relief, unde centrul istoric în majoritatea cazurilor ocupă zona cea mai înaltă.
Centrul istoric este cel mai adesea caracterizat printr-un patrimoniu urban și arhitectural semnificativ. Cele mai notabile dintre acestea sunt clasificate de către UNESCO în Patrimoniul Mondial al Umanității.